# Esther Largman
Esther Regina Largman (nascida Esther Regina Palatnik, mais conhecida como Esther Largman) é uma escritora, professora e historiadora brasileira, nascida em 25/5/1934 em Salvador, Bahia. Veio para o Rio de Janeiro em janeiro de 1954 para estudar na Faculdade Nacional de Filosofia. Autora de três romances históricos de temática judaica, todos citados em O Romance Histórico Brasileiro Contemporâneo de Antônio R. Esteves. Um deles, Tio Kuba nos trópicos, recebeu em 2000 o Prêmio Lima Barreto de romance da UBE e Academia Carioca de Letras. Nesta obra, "Esther Largman usa a trajetória de sua família – desde os anos 700, na planície do Volga, até os dias de hoje, no Brasil – para fazer um retrato alentado da diáspora judaica.”
No romance [...] Jan e Nassau, o nobre holandês Maurício de Nassau lembra os tempos em que dominou Pernambuco, no decorrer de 11 jantares. Paralelamente, conta a história de um jovem índio cariri e um testamento misterioso.
Seu romance Jovens Polacas, baseado em pesquisas da autora, revela o drama das prostitutas judias que vieram para o Brasil no início do século XX. "Trata-se da exposição em carne viva de uma chaga irremovível na memória do povo judaico. Concebido para ser uma denúncia de acontecimentos dolorosos, o livro traz à tona determinado momento da vida europeia e seu desdobramento traumático na América do Sul, paraíso do tráfico de mulheres, ontem como hoje. O objetivo da autora foi revelar o drama vivido por aquelas mulheres que, para escapar das agruras da política europeia, ingenuamente aceitavam propostas de casamento e de emprego na América do Sul, onde passavam a ser exploradas por finórios proxenetas." “Jovens polacas é leitura obrigatória. Pela grandeza da estreia de Esther Largman, por seu caráter documental, e pelo cumprimento, ainda que sujeito a fissuras, de elaborada base literária – a mescla de narrativa memorialística de um personagem com romance de formação de outro.”

## Romances
Largman, Esther (1992). Jovens Polacas. Rio de Janeiro: Record
Largman, Esther (1996). Jan e Nassau. Rio de Janeiro: Imago
Largman, Esther (1999). Tio Kuba nos Trópicos. Rio de Janeiro: Record

## Participação em coletâneas de contos
Editora Oficina do Livro: Antologia – Ficção e Poesia (1997)
Editora Bom Texto: 12 Autores E Suas Histórias (2003); A Marquesa De Santos (2004); Tempos De Nassau (2005); Ásperos E Macios (2010); O Feitiço Do Boêmio (2010, comemorando 100 anos de Noel Rosa).
Editora 7 Letras : O Rei, o Rio e suas histórias (2013).

## Não ficção
Largman, Esther (2003). Judeus nos Trópicos. Rio de Janeiro: Contexto & Arte, contendo uma pesquisa (Imigração Judaica na Bahia ) e um ensaio (Os Judeus no Brasil Holandês)

Além das obras citadas, teve dois artigos publicados na revista Morashá (nº 36 e 40), um conto publicado na revista da editora UAPÊ (2000) e um conto publicado no jornal literário Poética, ano V, nº 5 (1996).